# La Guancha
La Guancha egy község Spanyolországban, Santa Cruz de Tenerife tartományban. La Guancha Icod de los Vinos, La Orotava és San Juan de la Rambla községekkel határos. Lakosainak száma 5593 fő (2024).

## Népesség
A település népessége az elmúlt években az alábbi módon változott:
| Lakosok száma | 5257 | 5372 | 5379 | 5487 | 5441 | 5482 | 5426 | 5520 | 5561 | 5593 |
|               | 2001 | 2004 | 2007 | 2009 | 2012 | 2014 | 2017 | 2019 | 2022 | 2024 |